# Iulia Joja
Iulia-Sabina Joja (n.1986) este profesor adjunct  la Universitatea Georgetown  și cercetător la Middle East Institute  specializat în securitatea europeană și a Mării Negre, moderatoare in cadrul podcastului The Eastern Front . A absolvit o serie de programe academice, obținând un certificat de studii internaționale de conflicte la King's College din Londra, licența în științe politice și relații internaționale la Universitatea Liberă din Berlin și Școala Națională de Studii Politice și Administrative din București. Teza ei de doctorat, intitulată "Cultura strategică a României", a fost publicată în 2019 la Columbia University Press . Iulia Joja are experiență în domeniul afacerilor internaționale. A fost bursieră a Fundației Hanns Seidel la Centrul de Istorie Militară și Științe Sociale al Forțelor Armate Federale, Universitatea Potsdam. 

## Viață personală și educație
A făcut stagiul de practică 9 săptămâni în 2008 la reprezentanța României la ONU. Invazia Georgiei de către Rusia, in august 2008, a făcut-o să fie mai interesată de domeniul de securitate internațională și apărare . Invazia Crimeii de către Rusia a făcut-o să se specializeze pe probleme de securitate în regiunea Mării Negre .

## Opinii
În 2022 Iulia Joja a avut o poziție critică față de declarațiile ministrului apararii din acel moment, Vasile Dîncu, cu privire la războiul din Ucraina. Acesta declarînd că Occidentul ar trebui să negocieze pacea cu Rusia în absența Ucrainei . Iulia a afirmat că declaratiile lui Dîncu au poziționat România în opoziție față de poziția Statelor Unite ale Americii și a aliaților săi  În ianuarie 2023 a susținut că acțiunile Austriei au un impact distructiv asupra securității europene . Mai mult, consideră că Austria și Ungaria ar trebui ignorate cât mai mult posibil. "Problema este că ambele țări fac notă discordantă și uneori blochează inițiative foarte importante pentru securitatea europeană, fie că vorbim de Ucraina sau de aderarea României la Schengen” .